# آنوا (کمون)
آنوا (به فرانسوی: Annoix) یک کمون در فرانسه است که در canton of Levet واقع شده‌است. آنوا ۱۱٫۷۹ کیلومتر مربع مساحت دارد ۱۷۵ متر بالاتر از سطح دریا واقع شده‌است.